# Cyphocharax gilbert
Cyphocharax gilbert és una espècie de peix de la família dels curimàtids i de l'ordre dels caraciformes.

## Morfologia
- Els mascles poden assolir 12,6 cm de llargària total.[5]

## Hàbitat
Viu en zones de clima subtropical.

## Distribució geogràfica
Es troba a Sud-amèrica: conques fluvials costaneres de l'est del Brasil (des de Bahia fins a Rio de Janeiro i l'est de São Paulo).